# Amphicnaeia vitticollis
Amphicnaeia vitticollis là một loài bọ cánh cứng trong họ Cerambycidae.